# Kanaal Dessel-Turnhout-Schoten
Het Kanaal Dessel-Turnhout-Schoten is een kanaal in de Belgische provincie Antwerpen. Het verbindt het Kanaal Bocholt-Herentals in Dessel met het Albertkanaal in Schoten. Het is een van de zeven Kempische kanalen tussen de Maas en de Schelde.
De bouw van het kanaal werd gestart in 1844 en twee jaar later was het traject Dessel - Turnhout afgewerkt. De verbinding tussen Turnhout en Schoten werd gestart in 1854 maar het zou tot 1875 duren vooraleer het kanaal over de volledige lengte klaar was.
Langsheen de noordkant van het kanaal, vanaf brug nummer 2 bij Turnhout tot brug nummer 9 bij Sint-Lenaarts, reed destijds een buurtspoorweg (lijn 258).

## Sluizen
Het hoogteverschil tussen Dessel en Schoten bedraagt 25,70 meter en wordt overwonnen door 10 sluizencomplexen, alle gelegen op het traject Turnhout-Schoten.
- Rijkevorsel : sluis nr. 1, 50 m x 7 m - verval van 1,13 m
- Brecht : sluis nr. 2, 50 m x 7 m - verval van 2,51 m
- Brecht : sluis nr. 3, 50 m x 7 m - verval van 2,50 m
- Sint-Job-in-'t-Goor : sluis nr. 4, 50 m x 7 m - verval van 2,75 m
- Sint-Job-in-'t-Goor : sluis nr. 5, 50 m x 7 m - verval van 2,50 m
- Schoten : sluis nr. 6, 50 m x 7 m - verval van 2,46 m
- Schoten : sluis nr. 7, 50 m x 7 m - verval van 2,48 m
- Schoten : sluis nr. 8, 50 m x 7 m - verval van 2,35 m
- Schoten : sluis nr. 9, 50 m x 7 m - verval van 2,41 m
- Schoten : sluis nr. 10, 55 m x 7,5 m - verval van 4,60 m

Het 38 km lange traject tussen Dessel en Rijkevorsel is opgedeeld in 3 kanaalpanden door middel van schutsluizen ter hoogte van kilometerpalen 1 en 20.

## Verbinding met andere kanalen
Het kanaal staat behalve met het Albertkanaal en het Kanaal Bocholt-Herentals in verbinding met het Kanaal Dessel-Kwaadmechelen, dat in het verlengde ervan ligt en waardoor het ook aan de oostzijde verbonden is met het Albertkanaal.

## Operatie Pheasant tijdens Wereldoorlog II
België werd in snel tempo bevrijd na een doorbraak door de Duitse linies. Deze bevrijdingsgolf stokte bij het Kanaal Dessel-Turnhout-Schoten. Een Duitse officier wist het Duitse leger achter het kanaal te reorganiseren, waardoor het nog lastig werd om de dorpen ten noorden van het kanaal te bevrijden. Dit zou nog de zwaarste gevechten opleveren tijdens de oktoberdagen van 1944. Eerst moest er een bruggenhoofd bij Sint-Jozef (Rijkevorsel) gemaakt worden, zodat Rijkevorsel centrum, Sint-Lenaarts en Merksplas bevrijd konden worden. Dit waren dan de startplaatsen om Operatie Pheasant te beginnen met als doel de provincie Noord-Brabant te bevrijden. Zowel de geallieerden als de Duitsers zouden nog duizenden soldaten verliezen tijdens deze operatie.Nochtans komen deze extreem zware bevrijdingsgevechten nauwelijks voor in het collectief geheugen van de Belgen.